# Pavetta graciliflora
Pavetta graciliflora (パウェッタ・グラキリフローラ) は、アカネ科キダチハナカンザシ属の木本の一種である。インドシナを中心とした熱帯アジアに分布し（参照: #分布）、萼が無毛で、かつ花冠筒が花冠裂片の2倍以上存在するという特徴を持つ（参照: #特徴）。

## 歴史
本種が今日の国際藻類・菌類・植物命名規約（ICN）上で有効に新種記載されたと認められるのは、マレー半島の植物を中心に研究を行っていたヘンリー・ニコラス・リドリーにより1922年に形態の記述が行われた時であるが、その記述は19世紀にイギリスのアジア植民地で採取された植物の標本を一覧表形式でまとめたナサニエル・ウォリックのカタログ第6178番に基づいている。この標本はフィンレイソン（Finlayson）という人物の標本室にあったもので、採取地はウォリックのカタログにもリドリーによる原記載にも全く記されていないものの、キダチハナカンザシ属の見直しを行った学者たちは軒並み採取地を現在のタイであったと解釈しており、特にタイ含む東南アジア産キダチハナカンザシ属の見直しを行ったプラノーム・チャンタラノータイ（ประนอม จันทรโณทัย）はホロタイプ（正基準標本）をキュー王立植物園所蔵の K001123239 であると明確に指定した。

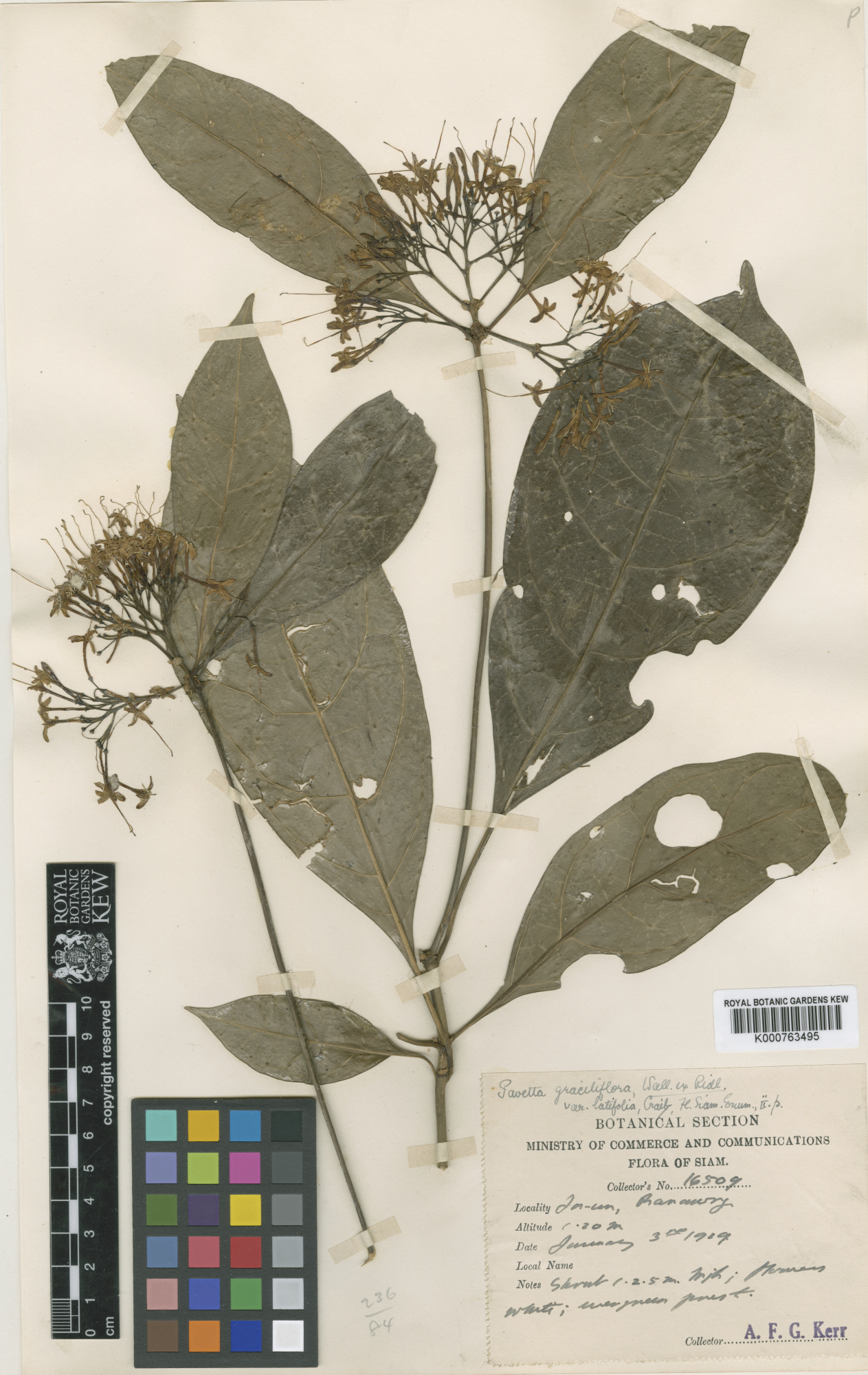
シノニムである のレクトタイプ（キュー王立植物園所蔵; K000763495）

なお、イギリス出身で様々なタイ産植物の新種記載を行ったウィリアム・グラント・クレイブ (1885–1933) の死後出版の形で1934年に変種として記載された var. latifolia も、基本変種と区別できるまでの差異は認められないものとして扱われている。

## 分布
熱帯アジアに分布し、アンダマン諸島とニコバル諸島（以上2つともインド領）、ビルマ（ミャンマー）、タイ、ラオス、カンボジア、ベトナム、マレー半島に見られる。
本種をアンダマン諸島やニコバル諸島に分布する唯一のキダチハナカンザシ属の種とする文献も存在する。

## 生態
常緑林、乾燥常緑林、混交落葉林の高度0-750メートル地帯に見られる。

## 特徴
以下はアンダマン諸島産およびニコバル諸島産の標本に基づくものである。
低木あるいは小高木で高さ2-10メートル、直立性、分枝する; 幹は太く、細円柱状、無毛。
葉は4.5-23.0 × 1.0-1.8「ミリ」メートル、細倒卵形、楕円-披針形もしくは披針形で、まれに広楕円形、先端は鋭頭気味から鈍頭、基部は漸先形（）か鋭先形で、膜状、表側に光沢あり、両面とも無毛、まれに裏面の葉脈に軟毛あり; 細菌瘤が二次脈か三次脈上に見られ、円形 (0.5-2.0ミリメートル) か楕円形 (約1 × 0.5ミリメートル)、下部の表面上ではより顕著; ダニ室がしばしば二次脈の腋、房、窪み、または pit type 上に見られる; 側脈は6-11対、互生、細く、裏面でより顕著; 葉柄は0.3-2.5センチメートル、無毛; 托葉は宿存性で葉柄間に見られ2-6 × 2.5-6.0 ミリメートル、卵形-3角形、尖頭、皮質気味、外側が無毛、内側に粘液毛と毛状突起あり; 粘液毛は托葉の向軸側の表面上にわずかに見られ、長さ316-1280マイクロメートル、幅56-112マイクロメートル、茎あり、樹状; 茎は長さ112-448マイクロメートル; 毛状突起は粘液毛と混交、多数、銀白色、長さ640-1840マイクロメートル、直径16-24マイクロメートル、多細胞、円筒形、6-13室、先端の細胞は鋭先形、外壁は平滑。
花序は頂生で、ほぼ無柄か短い花柄つきで3つに枝分かれし、緩く散房花序様の集散花序、直径4-15センチメートル、無毛; 花柄は1.6センチメートル以下、無毛; 苞は5-8 × 5-9 ミリメートル、3角形、尖頭、膜状、無毛; 花は40-200; 小花柄は4-6ミリメートル、無毛。花托筒は約0.8 × 0.8ミリメートル、ほぼ球状、無毛; 萼筒は1.0-1.2 × 1.5-2.0ミリメートル、殻斗状、外側は無毛、内側に粘液毛あり; 萼歯は約0.2 × 0.2ミリメートル、歯状、無毛。花冠筒は長さ8-12ミリメートル、直径1.0-1.5ミリメートル、円筒形、外側は無毛、内側はまばらに軟毛が見られる; 花冠裂片は4-5 × 1-2 ミリメートル、偏長形、先端は鋭先形、無毛; 内側の被物は長さ512-912マイクロメートル、幅32-48マイクロメートル、単細胞、リボン様、先端が鋭先形、表面に穴が見られる。花糸は約0.5ミリメートル、細く、無毛、葯は3-4ミリメートル。子房は約0.6 × 0.6 ミリメートル; 花盤は約0.3 × 0.6 ミリメートル; 花柱は長さ18-30ミリメートル、細く、無毛; 柱頭は約1ミリメートル、単一、棍棒形、無毛。
花粉は31 × 23 (26-36 × 21-28) マイクロメートル、長形; 3-帯溝孔、ectocolpium は23 × 3 (19-27 × 2-4) マイクロメートル、溝の膜は滑らか、端は鋭先形; oraは単一、type A2、lalongate、4 × 10 (3-5 × 7-12) マイクロメートル; apocolpium は直径6マイクロメートル; 外膜は1マイクロメートル、網状、columellate、両極で厚くなる。
核果は直径5-8ミリメートル、ほぼ球状か双生、無毛、種子が1-2個含まれる; 種子は約4ミリメートル; 外種皮の細胞は長さ80-210マイクロメートル、厚さ30-80マイクロメートル、6角形、直線的な壁あり、表面は粒状; 胚は約3ミリメートル; 幼根は約1.4ミリメートル、太い; 子葉は2枚、約1.6 × 1.8ミリメートル、腎臓形、先端は鈍頭、基部は心臓形; 幼芽は微小、子葉の内側に包まれる。

### 同属の他種との違い
キダチハナカンザシ属は1934年に全世界のものを対象に、1999年にはインド亜大陸産およびアンダマン諸島・ニコバル諸島産のものに限り、2021年にはタイを中心とする東南アジア産のものに範囲を限って見直しが行われているが、本種はこれらのうち1934年と2021年の見直しの際に設けられた検索表では〈花冠管が花冠裂片の2倍以上の長さである〉という要素が、種を特定する最後の決め手の一つとして共通して挙げられている。本種は新種記載されるよりも前の1891年に、同属のタイプ種であるコブハテマリ（Pavetta indica L.）と取り違えられたことがある。1999年の見直しの際に設けられた検索表では以下のような差異が認められる。
|                      | 集散花の枝 | 舷部の管   | 粘液毛     | 萼                          |
| -------------------- | ---------- | ---------- | ---------- | --------------------------- |
| Pavetta graciliflora | 細い       | 殻斗状     | 内側に存在 | 果期に脱落する              |
| コブハテマリ         | 太い       | 上部が広め | 無い       | 果期でも残存する （宿存性） |

## 諸言語における呼称
- タイ語: เข็มขาว /kʰěm kʰǎːw/ ケム・カーオ〈白いサンタンカ（英語版）〉, เข็มดง /kʰěm dōŋ/ ケム・ドン〈ジャングルのサンタンカ〉, เข็มป่า /kʰěm pàː/ ケム・パー〈森のサンタンカ〉, เข็มเกลี้ยงใบกว้าง /kʰěm klîaŋ bāj kwâːŋ/ ケム・クリアン・バイ・クワーン〈広い葉のつるつるしたサンタンカ〉;〔東部〕 เข็มเกลี้ยง /kʰěm klîaŋ/ ケム・クリアン〈つるつるしたサンタンカ〉[8]
- ベトナム語: dọt sành hoa mảnh mai[14]

## キダチハナカンザシ属
キダチハナカンザシ属（Pavetta）はアフリカ（ただしマダガスカルなどインド洋上に浮かぶ島々には一切見られない）、アラビア半島、中国南部、熱帯アジア、オーストラリア、太平洋地域南西部（ニューカレドニア、バヌアツ）にわたって分布し、300種以上が認められているアカネ科の属である。同じアカネ科内ではサンタンカ属（Ixora; サンタンカ亜科サンタンカ連）やギョクシンカ属（Tarenna; サンタンカ亜科ギョクシンカ連）と類似しているものの、サンタンカ属の花柱の柱頭が2裂で内側に反り返っていることが多いのに対してキダチハナカンザシ属の柱頭は裂けず、またギョクシンカ属は花が5数性であるのに対してキダチハナカンザシ属の花は基本的に4数性であるという差異が存在する。ただし、キダチハナカンザシ属の中にも同一の花序上に4数性の花と5数性の花とが混在した標本の存在が確認されている。